# Serra de la Campaneta
La Serra de la Campaneta és una serra del terme municipal de Gavet de la Conca, antigament de Sant Salvador de Toló. De fet, aquesta serra fa d'eix vertebrador de l'antic terme de Sant Salvador de Toló, que s'estén per tots els seus vessants. De fet és un contrafort del Montsec de Rúbies, la que deriva més cap al nord-est.
Sant Salvador de Toló és en el seu vessant nord, mentre que Castellnou, el Mas de Guillem, Merea, Perolet i Toló, en el de llevant. Al vessant de ponent es troben la Ferreria i Presquiró, mentre que al sud-oest hi ha l'Hostal Roig i Mata-solana.

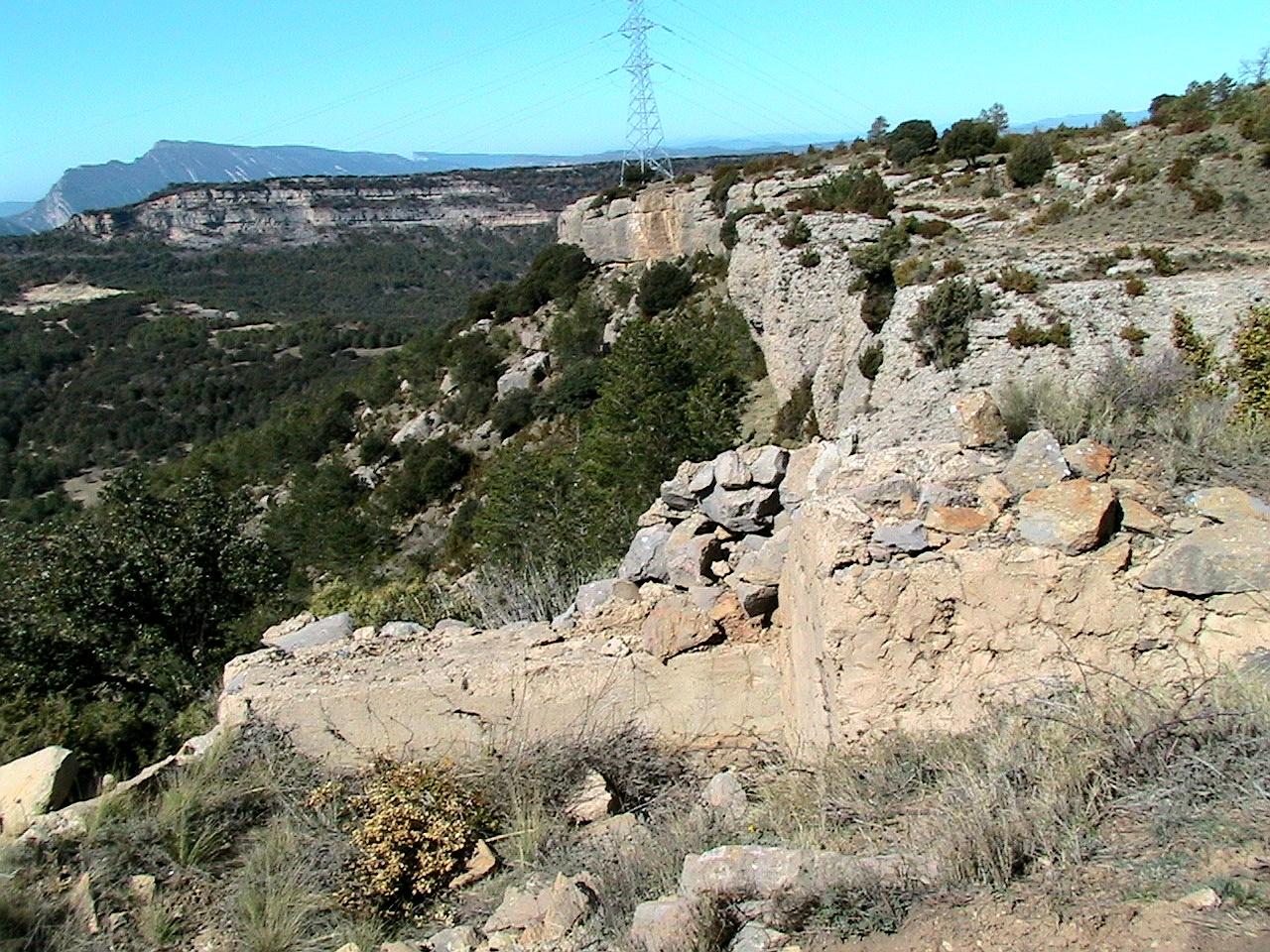
Edificacions de la guerra civil

El riu de Conques neix al sud-oest de la Serra de la Campaneta, a la zona on aquesta serra s'enllaça amb la serra del Cucuc i el Montsec de Rúbies.
Pel vessant sud-oest, arrenca del mateix riu de Conques a les Feixes de la Rossella, aproximadament a 950 m. alt., per pujar de seguida cap a 1.143 i assolir el cos central de la serra.
Aquest cos central es mou al voltant dels 1.200 m. alt., i hi destaquen el Tossal del Vigatà, de 1.240, i dos tossals més, de 1.250 i 1.229, sempre recorrent-la de sud-oest a nord-est, direcció en la qual s'estén, fent un arc convex cap a ponent. Després va baixant, en direcció nord-est, per atènyer el sector de llevant del poble de Sant Salvador de Toló i arribar al riu de Conques aproximadament a 565 m. alt. El final de la carena més alta el marca el Roc de l'Aguilar, a 1-102 m. alt.
El 1938, la Serra de la Campaneta fou la posició més avançada cap a llevant dels exèrcits franquistes, que hi mantingueren durant quasi un any una línia d'atac sobre les posicions republicanes de l'altra banda del riu de Conques i de la Serra de Comiols, a Bonrepòs. A la carena superior de la serra encara avui dia es troben trinxeres circuint quasi tota la carena i al punt més alt de la serra, esvorancs a la roca per a allotjar peces d'artilleria (al Tossal del Vigatà), búnquers (un d'ells al cim de la serra), etcètera.